# Lucien Bonaparte
Lucien Bonaparte, 1e vorst van Canino en Musignano, (Ajaccio, 21 mei 1775 - Viterbo, 29 juni 1840), was de tweede broer van Napoleon Bonaparte.

## Leven
Lucien groeide op in Frankrijk en werd in 1789 in Ajaccio een van de radicaalste woordvoerders van de jakobijnen. Toen de conservatieve partij van Pasquale Paoli overwon, vluchtte hij in 1792 samen met de andere - toen nog onbelangrijke - Bonapartes naar Marseille. Hij werd in 1797 lid en in 1798 voorzitter van de Raad van Vijfhonderd. Als aanhanger van Maximilien de Robespierre werd hij op 9 thermidor II in de Franse republikeinse kalender (27 juli 1794) gevangengenomen. Door interventie van zijn oudere broer Napoleon ontkwam hij ternauwernood aan de guillotine.
Als afgevaardigde van de Raad van Vijfhonderd in Saint-Cloud werkte hij samen met Emmanuel Joseph Sieyès op 18 brumaire VIII (9 november 1799) mee aan de staatsgreep van 18 Brumaire, waarbij Napoleon de macht overnam van het Directoire. Hij beval de Raad uiteen te jagen en speelde in feite een grotere rol in de staatsgreep dan Napoleon zelf. Lucien werd vervolgens Frans gezant in Madrid en trad als zodanig volgens zijn broer te eigenmachtig op. De beide broers raakten enige malen ernstig met elkaar in conflict.
Lucien trok zich na een ruzie met Napoleon in 1804 terug op zijn Italiaanse landerijen te Canino. Toen hij in 1810 naar Amerika wilde uitwijken werd hij door de Engelsen gevangengenomen. Ondanks zijn conflict met Napoleon steunde hij deze in 1815 bij zijn terugkeer in de Honderd Dagen en trachtte - tevergeefs - te bemiddelen tussen Oostenrijk en Frankrijk.
Na de Slag bij Waterloo en het aftreden van Napoleon werd Lucien vogelvrij verklaard. Hij werd te Turijn door koning Victor Emanuel I van Sardinië gevangengenomen, maar na interventie door Pius VII weer vrijgelaten. Na de restauratie van het huis Bourbon met Lodewijk XVIII werd hij uit Frankrijk verbannen en verloor hij zijn plaats in de Académie française. Dit laatste was het werk van de secretaris van de Académie Suard.
Paus Leo XII benoemde hem op 21 maart 1824 tot prins van Musignano als beloning voor zijn diensten. In 1837 kreeg hij de titel prins Bonaparte van paus Gregorius XVI. De rest van zijn leven bracht hij door in Italië. Hij schreef werken in proza en poëzie zoals de roman La Tribu indienne (De indianenstam) en het gedicht Charlemagne (Karel de Grote). Hij stierf aan maagkanker in het stadje Viterbo op 29 juni 1840.

## Huwelijken en kinderen
Lucien huwde in 1794 met Christine Boyer (1773-1800). Uit dit huwelijk werden vier kinderen geboren. In 1803 hertrouwde hij met Alexandrine de Bleschamps ("Madame Jouberthon") (1778-1853) weduwe van Hippolyte Jouberthon. Bij haar verwekte hij tien kinderen.
| naam              | leven           | opmerking |
| Eerste huwelijk   | Eerste huwelijk | Eerste huwelijk |
| ----------------- | --------------- | --- |
| Charlotte         | 1795-1865       | Huwde in 1815 met prins Mario Gabrielli en in 1842, een jaar na diens dood, met de Romeinse arts ridder Settimio Centamori, met wie ze in Rome woonde.                                                      |
| Naamloze zoon     | 1796-1796       | |
| Victoire          | 1797-1797       | |
| Christine Egypte  | 1798-1847       | Huwde in 1818 met de Zweedse graaf Arvid Posse, van wie ze in 1824 scheidde. Datzelfde jaar hertrouwde ze met Lord Dudley Coutts Stuart, zoon van het Britse parlementslid John Stuart, 1e markies van Bute |
| Tweede huwelijk   |                 | |
| Karel Lucien      | 1803-1857       | 2e vorst van Canino en Musignano, ornitholoog en politicus, beschreef verschillende diersoorten. Hij was gehuwd met Zénaïde Bonaparte, de dochter van zijn oom Jozef Bonaparte.                             |
| Laetitia          | 1804-1871       | Huwde in 1821 met Thomas Wyse, Brits gezant aan het hof te Athene, van wie ze sinds 1828 gescheiden leefde, meestal in Aken. Hun dochter was de schrijfster Marie Studolmine Wyse.                          |
| Jozef Lucien      | 1806-1807       | |
| Jeanne            | 1807-1829       | Bekend als dichteres, huwde in 1829 met markies Honorato Honorati. |
| Paul Marie        | 1808-1827       | Nam deel aan de Griekse Onafhankelijkheidsoorlog, waarbij hij zichzelf per ongeluk doodschoot. |
| Lodewijk Lucien   | 1813-1891       | Taalkundige, hield zich met name bezig met het Baskisch. |
| Pierre Napoleon   | 1815-1881       | Militair en politicus, vooral bekend van enkele schandalen. |
| Antoine           | 1816-1877       | Militair en politicus. |
| Alexandrine Marie | 1818-1874       | Huwde in 1839 met graaf Vincenzo Valentini de Canino. |
| Constance         | 1823-1876       | Abdis. |

Lucien · Karel Lucien · Jozef Lucien · Lucien Lodewijk · Napoleon Karel · Roland Napoleon
- Biblioteca Nacional de Chile: 000442096
- Biblioteca Nacional de España: XX1535572
- Bibliothèque nationale de France: cb12521132v (data)
- Catàleg d'autoritats de noms i títols de Catalunya: 981058530088006706
- Gemeinsame Normdatei: 118513141
- International Standard Name Identifier: 0000 0001 1026 1579
- Library of Congress Control Number: n82141622
- Nationale Bibliotheek van Tsjechië: jx20140224002
- Nationale bibliotheek van Australië: 44814337
- Nationale Bibliotheek van Israël: 987007258853205171
- Nationale Bibliotheek van Polen: a0000001613353
- Nederlandse Thesaurus van Auteursnamen: 070963053
- Réseau des bibliothèques de Suisse occidentale: 02-A024398087
- Istituto Centrale per il Catalogo Unico: TO0V259405
- LIBRIS: 254033
- SNAC: w6js9xkx
- Système universitaire de documentation: 027671747
- Trove: 1461301
- Union List of Artist Names: 500434786
- Virtual International Authority File: 46869293
- WorldCat: E39PBJpyphwMFQdTFRW9gC8jYP